# Le Scorpion rouge
 (juillet 2021).
Si vous disposez d'ouvrages ou d'articles de référence ou si vous connaissez des sites web de qualité traitant du thème abordé ici, merci de compléter l'article en donnant les références utiles à sa vérifiabilité et en les liant à la section « Notes et références ».
Série
Le scorpion rouge 2
Pour plus de détails, voir Fiche technique et Distribution.
Le Scorpion rouge (titre original ; Red Scorpion) est un film américano-sud-africain réalisé par Joseph Zito, tourné en Afrique du Sud-Ouest (actuelle Namibie) et sorti en 1988.

## Synopsis

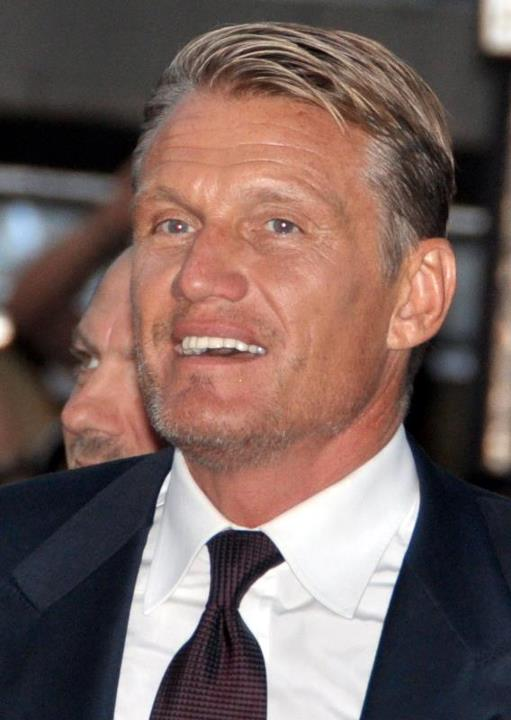
Dolph Lundgren

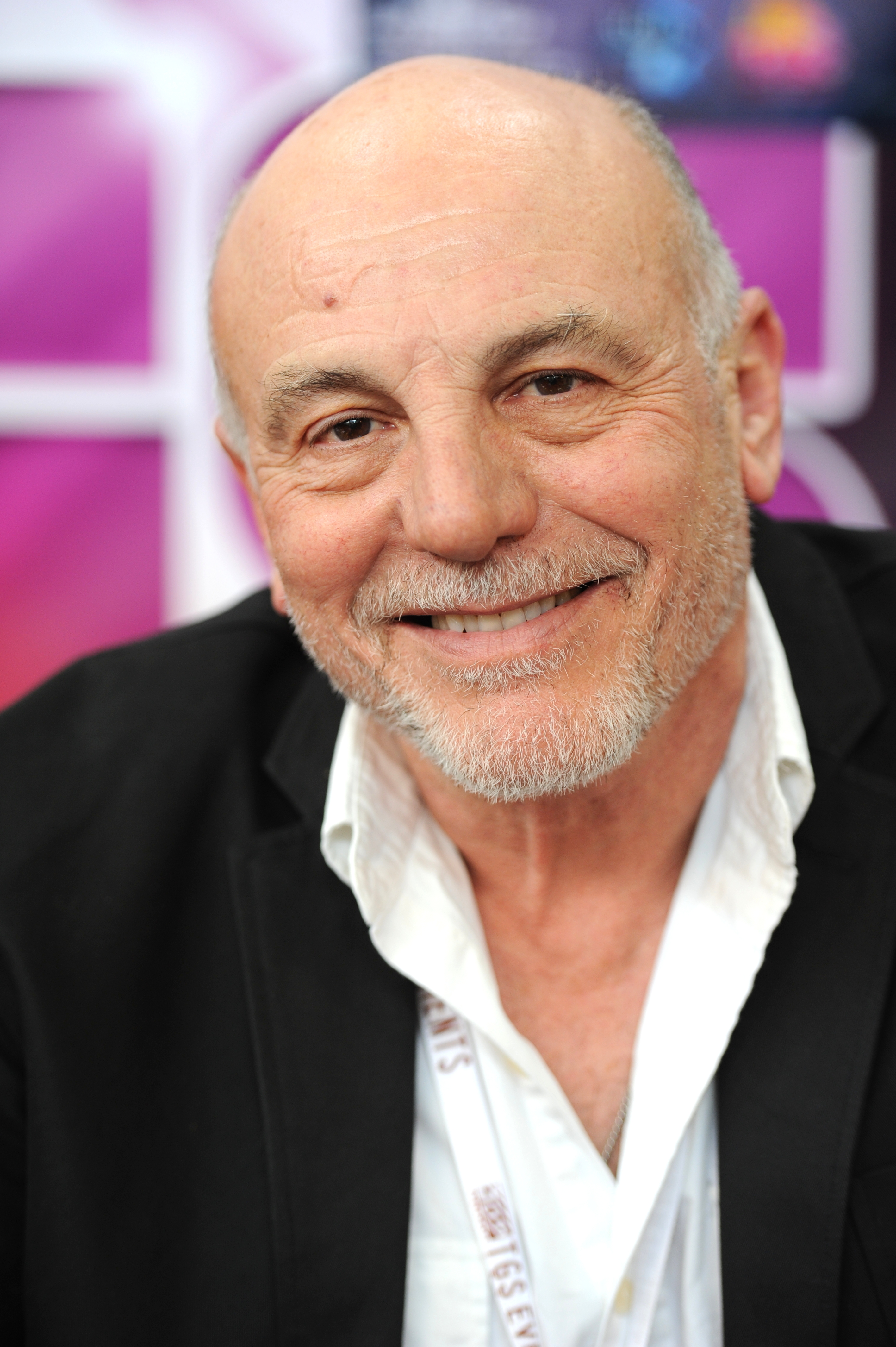
Carmen Argenziano

Nikolai Petrovitch Rachenko, un commando soviétique Spetsnaz, est envoyé dans un pays africain où les forces soviétiques, tchécoslovaques et cubaines aident le gouvernement à combattre un mouvement anti-communiste rebelle. Le général Vortek lui donne pour mission d'éliminer le chef rebelle Ango Sundata. Afin de se rapprocher de sa cible, Rachenko provoque des troubles dans le bar local pour se faire arrêter par le colonel cubain Zayas pour conduite désordonnée. Il est placé dans la même cellule que Kallunda Kintash, un commandant de la résistance capturé et gagne sa confiance en facilitant sa fuite. Avec lui l'accompagne le peu loquace Dewey Ferguson, un journaliste Américain qui est là pour témoigner des exactions des Soviétiques dans cette région de l'Afrique. 
Lors de leur trajet pour rejoindre le camp rebelle, Rachenko se lie d'amitié avec Kallunda mais pas Ferguson qui le soupçonne de jouer double jeu. Pourtant, le commando se retrouve témoin de la barbarie des forces soviétiques sur les civils locaux et commence à douter de la légitimité de sa mission. En arrivant au camp, il rencontre le chef Sundata qui le remercie d'avoir aidé Kallunda. Par précaution toutefois, Rachenko est temporairement enfermé par sécurité. Pendant la nuit, le Spetsnaz toujours en proie au doute décide toutefois d'agir. Il s'échappe et tente d'assassiner sa cible mais échoue quand les rebelles méfiants anticipent ses actions. Cependant, Sundata se montre magnanime et le fait libérer.
Les Soviétiques retrouve Rachenko et le soldat est disgracié et torturé sous ordre de Vortek et Zayas pour avoir échoué à sa mission. Il parvient toutefois à s'enfuir après avoir éliminé son tortionnaire et s'échappe dans le désert. Il est retrouvé à demi inconscient par un bushmen indigène. Reconnaissant, il apprend au fil des jours auprès de sa tribu et leur culture. Un soir, il subit une scarification cérémonielle sous la forme d'un scorpion. Malheureusement, le village des Bushmen est détruit par une frappe aérienne ne laissant qu'un seul survivant, l'homme qui l'avait secouru. Atterré, Rachenko décide de rejoindre les rebelles qui ont eux aussi subits des attaques ennemies. Sundata est mortellement blessé mais avant de mourir, il l'accueille parmi les siens en voyant le scorpion sur la poitrine du soldat.
Finalement, Rachenko décide de mener une attaque avec les rebelles menés par Kallunda contre le camp soviétique. Sur place, il se procure un AO-63 à l'armurerie, se débarrasse du colonel Zayas et traque le général Vortek, qui tente de s'échapper dans un Mi-24 Hind. Rachenko abat l'appareil et finit par éliminer son ex commandant. Les rebelles finissent par vaincre les dernières forces soviétiques qui assistaient le gouvernement, sous la joie de Kallunda et Ferguson.

## Fiche technique
- Titre : Le Scorpion rouge
- Titre original ; Red Scorpion
- Réalisateur : Joseph Zito
- Photographie : João Fernandes
- Montage : Daniel Loewenthal
- Musique : Jay Chattaway
- Décors : Patrick Willis
- Costumes : Richard Bruno
- Producteur : Jack Abramoff
- Sociétés de production : Abramoff Production, Scorpion Film Production
- Sociétés de distribution : Shapiro-Glickenhaus Entertainment (États-Unis), Cineplex Odeon Films (Canada), Les Films Jacques Leitienne (France)
- Pays d'origine :  États-Unis |  Afrique du Sud
- Format : Couloeurs — 35 mm — 1,85:1 — Son : Dolby Stereo
- Durée : 92 minutes (sortie salles) 105 minutes (sortie vidéo)
- Dates de sortie :
  - Italie :  25 octobre 1988
  - Corée du Sud :  24 décembre 1988
  - Allemagne de l'Ouest : 5 janvier 1989
  - Japon : 28 janvier 1989
  - États-Unis : 21 avril 1989
  - France : 24 mai 1989

## Distribution
- Dolph Lundgren : Nikolaï Rachenko
- M. Emmet Walsh : Dewey Ferguson
- Al White : Kallunda
- T.P. McKenna : Vortek
- Carmen Argenziano : Colonel Zayas

## Production
Après avoir été privé du droit de tourner au Swaziland et d'avoir cherché d'autres lieux, le film a été tourné dans le Sud-Ouest africain (actuelle Namibie), alors gouverné par l'Afrique du Sud. 
Warner Bros, qui avait un contrat de distribution pour sortir le film, s'est retiré pour la violation de leur contrat avec la production. Artists United Against Apartheid a ensuite condamné la production pour avoir rompu le boycott international contre l'Afrique du Sud. Le film aurait reçu l'aide du gouvernement sud-africain dans le cadre de ses efforts de propagande pour saper la sympathie internationale envers le Congrès national africain (voir International Freedom Foundation).
Avec tous les problèmes de délais de production, le budget du film a doublé, passant de 8 à 16 millions de dollars.
Le producteur Jack Abramoff a prétendu par la suite qu'il n'avait pas l'intention que le film contienne autant de violence et de blasphème, blâmant le réalisateur. Il a créé un « Comité pour les valeurs juives traditionnelles dans le divertissement » de courte durée afin de sortir des films plus conformes à ses valeurs, mais a abandonné le projet plus tard, estimant que ce serait irréalisable.

## Sorties
Le Scorpion rouge a été projeté sur le marché du film MIFED en octobre 1988 et est sorti en Corée du Sud fin décembre 1988, en Allemagne de l'Ouest et au Japon en janvier 1989, puis aux États-Unis le 21 avril 1989. En France, le film sort le 24 mai 1989. Il est sorti en salles dans le monde entier sauf au Royaume-Uni (où il est sorti en vidéo en janvier 1990) et en Suède.
Le film est sorti aux États-Unis en VHS et en Laserdisc en août 1989 chez Shapiro-Glickenhaus Entertainment Home Video. Le film est sorti en DVD Région 1 deux fois. Le premier DVD est sorti en 1998 chez Simitar et le deuxième DVD est sorti en 2002 chez 20th Century Fox. En 2005, Tango Entertainment a sorti une version UMD du film pour Sony PlayStation Portable. Les deux DVD sont maintenant épuisés.
Le film est sorti en éditions spéciales en Blu-ray au Royaume-Uni par Arrow Video le 6 février 2012 et aux États-Unis par Synapse Films le 12 juin 2012. 

## Réception
Stephen Holden du New York Times a écrit que le physique de Lundgren est la véritable star du film, car il communique plus d'émotion que son jeu. 
Le film est souvent ressenti comme un pur film d'action des années 80 bien qu'il soit un film de serie B. Il est comparable aux films  de gros bras d'Hollywood qui dévastaient le box-office. Sylvester Stallone (Rambo), Arnold Schwarzenegger (Commando) et Chuck Norris crevaient l'écran à cette même époque.

## Sequel
Une suite, "Le scorpion rouge 2", est apparue en 1994, bien que l'histoire ne soit pas liée au premier épisode.